# Bienore (Iliade)
Bienore è un eroe minore della mitologia greca, legato al ciclo troiano.

## Il mito
Bienore compare nell'Iliade, in occasione della sua morte, nel Libro XI, dove è definito anche "pastore di popoli". Guerriero troiano, combatté nelle file dell'esercito impegnato alla difesa delle mura della città di Troia durante il lungo assedio. Fu ucciso da Agamennone, che subito dopo ammazzò anche Oileo, il suo auriga. 